# Umetniška gibanja po letu 1945
Pregled gibanj:
- Abstraktni ekspresionizem je bilo prvo novo gibanje po vojni obenem pa prvo s koreninami v ZDA. Večina vodilnih nadrealističnih umetnikov se je umaknilo v New York, da so začeli ustvarjati abstraktne slike v bolj sproščenih in spontanih slogih. Začetnik tega je bil Jackson Pollock, ki je slikal tako, da je platno položil na tla. Nato je hodil okoli njega in s pomočjo čopiča kapal barvo v ritmičnih sledeh. Nastanek nepredvidljivih podob. Številne slike abstraktnega ekspresionizma so velike.
- Informel označuje večino abstraktnih slik, ki so nastale v Parizu takoj po vojni. Značilnosti teh slik: ohlapne, improviziran značaj in sproščene poteze s čopičem. Včasih tej zvrsti rečemo tudi tašizem, kar po francosko pomeni madež ali lisa.
- Cobra - umetniki iz Danske, Belgije in Nizozemske. Ime CO = Kobenhavn, BR = Bruselj, A = Amsterdam. Navdih: primitivna, otroška umetnost in grafiti.
- Performance art izvira iz poznih 50. let. Prvim predstavam so pravili happenings ali dogajanja. Po značaju je izrazito vizualna. Različne (čudaške) oblike performanca.
- Pop art je upor proti abstrakt. ekspresionizmu; mlajšim se je zdelo, da sploh ni povezan z realnostjo življenja. Ameriške umetnike navdihne moč reklame (Andy Warhol- steklenica Coca-Cole). Bistvo: slavne osebnosti in izdelki so ikone sodobnega življenja. Posebnost: Roy Lichtenstein – odlomke iz stripov je neznansko povečal.
- Novi realizem - francoska skupina nouveau réaliste- novi realisti. Uporaba sodobnih porabniških dobrin (npr. odpadni material). Najbolj znani so Arman, Christo in César. Christo: na Floridi v ZDA zavije 11 otočkov v rožnat polivinil – pokazati hoče kako velik pomen potrošnik pripisuje embalaži. César: v posebnih strojih stiska avtomobilske karoserije.
- Op art je geometrična abstraktna umetnost - optični pojavi, medsebojni učinek barv ipd., primeri optičnih prevar
- Kinetična umetnost - medtem ko nekatera dela ustvarjajo iluzijo o gibanja se kinetična dela zares gibljejo (npr. zaradi elektromotorja). Vodilna kinetična umetnika sta Američan Alexander Calder in Švicar Jean Tinguely.
- Minimalna umetnost je izdelovanje del z industrijskimi postopki. Umetniki: načrt Ţ industrijski strokovnjaki: izdelava - preproste, ponavljajoče geometrične oblike npr. kocke.
- Konceptualna umetnost izhaja iz minimalne umetnosti, deloma pa iz upora proti množičnosti minimalne. Vstavljanje izmišljenih geometrijskih vzorcev v pokrajino.
- Fotorealizem je ameriško gibanje - izdelovanje del po fotografijah. Richard Estes: slikanje uličnih prizorov – izredna jasnost + občutek zamrznjenosti v času.
- Neoekspresionizem jezahodnonemško gibanje za katerega je značilna izredna odločnost v slogu. Povratek tematike k mitu, religiji in skrivnostnemu simbolizmu. Anselm Kiefer: tema- vzpon nacizma.